# Genealogia genética
Genealogia genética é o uso de teste genealógico de DNAs, ou seja, perfil de DNA e teste de DNA, em combinação com métodos genealógicos tradicionais (genealogia), para inferir relação genéticas entre indivíduos. Essa aplicação da genética passou a ser utilizada por historiadores familiares no século XXI, à medida que os testes de DNA se tornaram acessíveis. Os testes foram promovidos por grupos amadores, como grupos de estudo de sobrenomes ou grupos genealógicos regionais, assim como por projetos de pesquisa, como o Projeto Genográfico.
Desde 2019 cerca de 30 milhões de pessoas foram testadas. À medida que o campo se desenvolveu, os objetivos dos profissionais se expandiram, com muitos buscando conhecimento sobre sua ancestralidade além dos séculos recentes, para os quais árvores genealógicas tradicionais podem ser construídas.

## História

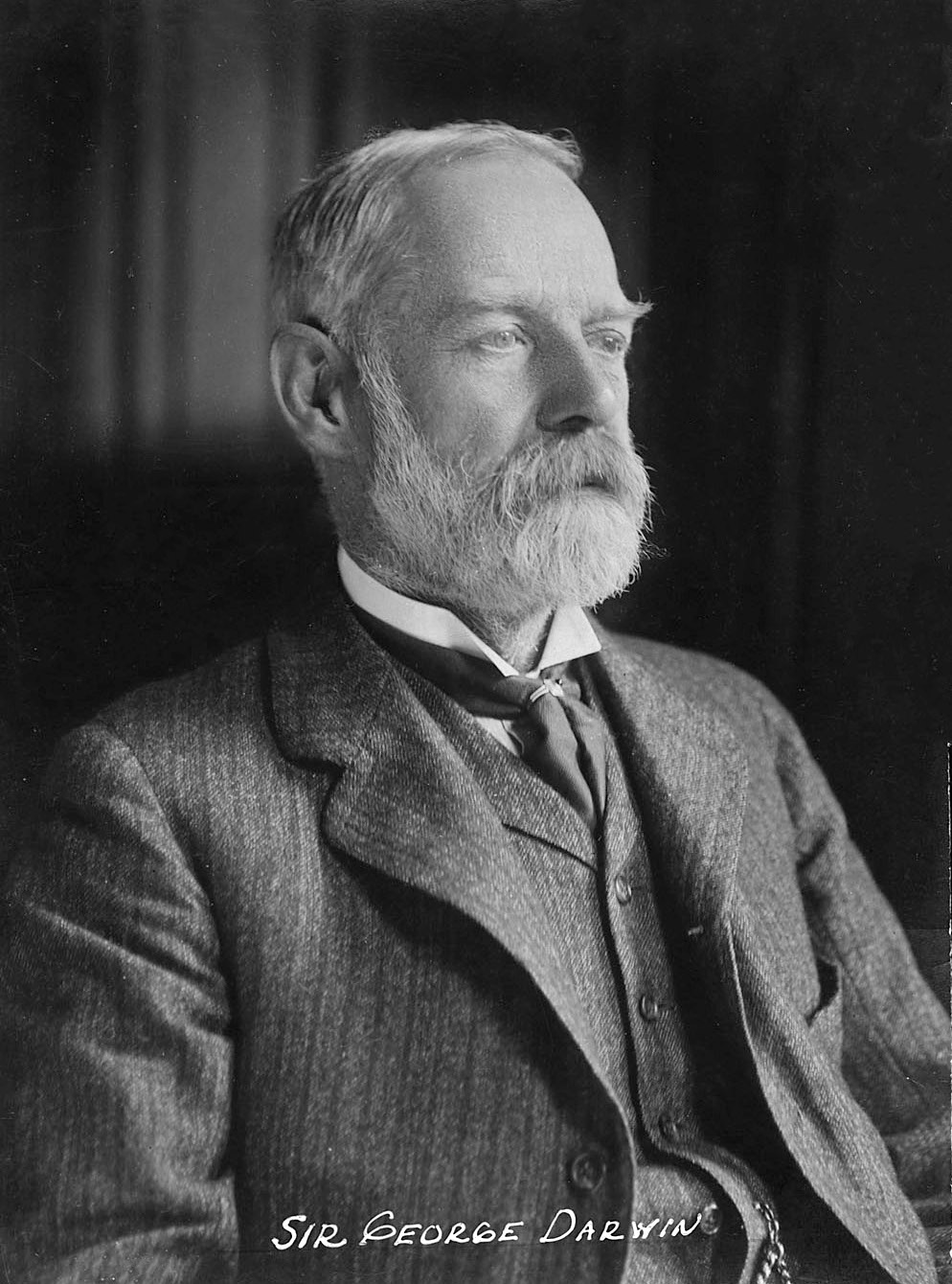
George Darwin, o primeiro a estimar a frequência dos casamento entre primos de primeiro grau

A investigação dos sobrenomes na genética pode ser considerada ter suas raízes em George Darwin, um filho de Charles Darwin e de Emma Darwin, que era prima de primeiro grau de Charles. Em 1875, George Darwin utilizou os sobrenomes para estimar a frequência dos casamento entre primos de primeiro grau e calculou a incidência esperada de casamentos entre pessoas com o mesmo sobrenome (isonímia). Ele chegou a uma taxa de 1,5% para casamentos entre primos na população de Londres, sendo essa taxa maior (3%–3,5%) entre as classes altas e menor (2,25%) entre a população rural em geral.

### Estudos de sobrenomes
Um estudo famoso, em 1998, examinou a linhagem dos descendentes da linha paterna de Thomas Jefferson e dos descendentes masculinos da escrava libertada Sally Hemings.
Bryan Sykes, um biólogo molecular da Universidade de Oxford, testou a nova metodologia na pesquisa geral de sobrenomes. Seu estudo sobre o sobrenome Sykes, publicado em 2000, obteve resultados ao examinar quatro marcadores STR no cromossomo masculino. Esse trabalho apontou o caminho para que a genética se tornasse uma assistente valiosa a serviço da genealogia e da história.

### Testes de DNA direto ao consumidor
Em 2000, a Family Tree DNA foi a primeira empresa a fornecer testes diretos ao consumidor de DNA para pesquisa genealógica. Inicialmente, oferecia testes STR do cromossomo Y com onze marcadores e testes de DNA mitocondrial HVR1, mas não testes genealógicos multigeracionais. Em 2001, a GeneTree foi adquirida pela Fundação de Genealogia Molecular Sorenson (SMGF), que fornecia testes gratuitos de cromossomo Y e DNA mitocondrial (mtDNA). Mais tarde, a GeneTree retornou aos testes genéticos em conjunto com sua empresa-mãe Sorenson, até ser adquirida pela Ancestry.com em 2012.
Em 2007, a 23andMe foi a primeira empresa a oferecer testes diretos ao consumidor baseados em saliva, e a primeira a utilizar DNA autossômico para testes de ancestralidade. e a primeira a utilizar DNA autossômico para testes de ancestralidade. Um autossomo é um dos 22 cromossomos que não são os cromossomos X ou Y. Eles são transmitidos por todos os ancestrais em gerações recentes e, portanto, podem ser usados para identificar correspondências entre testadores que possam ser relacionados. Mais tarde, as empresas também passaram a utilizar esses dados para estimar a porcentagem de cada etnia que um cliente possui. A FamilyTreeDNA entrou nesse mercado em 2010, seguida pela AncestryDNA em 2012, e o número de testes cresceu rapidamente. Em 2018, os testes autossômicos tornaram-se o tipo predominante, sendo o único oferecido por muitas empresas.
A MyHeritage lançou seu serviço de testes em 2016, permitindo que os usuários utilizem swab bucal para coletar amostras, e introduziu novas ferramentas de análise em 2019: autoclusters (agrupamento visual de correspondências em clusters) e teorias de árvore genealógica (sugerindo relações possíveis entre correspondências de DNA ao combinar várias árvores genealógicas do MyHeritage e a árvore genealógica global da Geni). A Living DNA, fundada em 2015, utiliza microchip de SNPs para fornecer relatórios sobre ancestralidade autossômica, do cromossomo Y e de mtDNA.
Em 2019, o total combinado de clientes das quatro maiores empresas era de 26 milhões. Em agosto de 2019, foi relatado que cerca de 30 milhões de pessoas haviam realizado testes de DNA para fins genealógicos.
O GEDmatch afirmou, em 2018, que cerca de metade dos seus um milhão de perfis eram americanos. Devido à distribuição geográfica limitada dos testados de DNA, as bases de dados e os resultados restringem o conhecimento da variação presente em outros grupos raciais. Contudo, isso só pode ser remediado testando-se mais indivíduos, permitindo que os geneticistas tenham conhecimento da variação genética presente em testados atualmente sub-representados.

### Revolução da genealogia genética
A publicação de As Sete Filhas de Eva por Sykes em 2001, que descreveu os sete principais haplogrupos dos ancestrais europeus, ajudou a impulsionar os testes de ancestralidade pessoal por meio de testes de DNA para ampla divulgação pública. Com a crescente disponibilidade e acessibilidade dos testes genealógicos de DNA, a genealogia genética como campo cresceu rapidamente. Em 2003, o campo dos testes de DNA de sobrenomes foi oficialmente declarado como "chegado" em um artigo de Jobling e Tyler‑Smith na Nature Reviews Genetics. O número de empresas que ofereciam testes, bem como o número de consumidores que os solicitavam, aumentou dramaticamente. Em 2018, um artigo na Science Magazine estimou que uma busca genealógica de DNA em qualquer pessoa de ascendência europeia resultaria em uma correspondência de terceiro grau ou mais próxima em 60% dos casos.

### Projeto Genográfico
O Projeto Genográfico original foi um estudo de pesquisa de cinco anos lançado em 2005 pela Sociedade Nacional Geográfica e pela IBM, em parceria com a Universidade do Arizona e a Family Tree DNA. Seus objetivos eram primariamente antropológicos. O projeto anunciou que, até abril de 2010, havia vendido mais de 350.000 kits de teste de participação pública, que testam o público em geral para doze marcadores STR no cromossomo Y ou para mutações na região HVR1 do mtDNA.
A fase do projeto em 2016 foi a Geno 2.0 Next Generation. A partir de 2018, quase um milhão de participantes de mais de 140 países haviam se unido ao projeto.

### Clientes típicos e grupos de interesse
A genealogia genética permitiu que grupos de pessoas traçassem sua ancestralidade mesmo que não pudessem utilizar técnicas genealógicas convencionais. Isso pode ocorrer porque não conhecem um ou ambos os seus pais biológicos ou porque os registros genealógicos tradicionais foram perdidos, destruídos ou nunca existiram. Esses grupos incluem adotados, abandonados, sobreviventes do Holocausto, bebês de GI, migrantes infantis, descendentes de crianças de trens de órfãos e pessoas com ancestralidade de escravos.
Os primeiros a realizar os testes foram, na maioria das vezes, clientes que iniciaram com um teste de cromossomo Y para determinar a ascendência paterna do pai. Esses homens frequentemente participaram de projetos de sobrenome. A primeira fase do Projeto Genográfico trouxe novos participantes para a genealogia genética. Os que realizaram o teste demonstraram interesse tanto na herança materna direta quanto na paterna. O número daqueles que fizeram testes de mtDNA aumentou. A introdução de testes de SNP autossômicos baseados na tecnologia de microarray chip mudou a demografia, fazendo com que as mulheres fossem tão propensas quanto os homens a se testarem.

### Ciência cidadã e ISOGG
Membros da comunidade de genealogia genética têm sido creditados por contribuir de forma útil para o conhecimento no campo, um exemplo de ciência cidadã.
Um dos primeiros grupos de interesse a surgir foi a Sociedade Internacional de Genealogia Genética (ISOGG). Seu objetivo declarado é promover os testes de DNA para a genealogia. Os membros defendem o uso da genética na pesquisa genealógica e o grupo facilita a criação de redes entre os genealogistas genéticos. Desde 2006, a ISOGG mantém a árvore filogenética do cromossomo Y, regularmente atualizada. A ISOGG tem como objetivo manter essa árvore o mais atualizada possível, incorporando novos SNPs. No entanto, essa árvore tem sido descrita por acadêmicos como não completamente verificada, em termos de árvores filogenéticas de haplogrupos do cromossomo Y.

## Usos

### Linhas maternas diretas
O teste de DNA mitocondrial (mtDNA) envolve o sequenciamento de pelo menos parte do genoma mitocondrial. O DNA mitocondrial é transmitido da mãe para o filho, podendo revelar informações sobre a linhagem materna ininterrupta. Quando dois indivíduos apresentam DNA mitocondrial idêntico ou quase idêntico, pode-se inferir que eles compartilham um ancestral comum na linha materna em algum ponto do passado "recente". Deve-se ter cuidado para não superestimar a atualidade de uma relação, pois uma mutação no genoma mitocondrial ocorre, em média, a cada 1000 a 3000 anos. Por essa razão, geralmente é impossível distinguir, com base apenas no mtDNA, entre dois indivíduos relacionados nos últimos um ou dois milênios.

### Linhas paternas diretas
O teste de DNA do cromossomo Y (Y-DNA) envolve testes de repetição em tandem curta (STR) e, às vezes, testes de polimorfismo de nucleotídeo único (SNP) no cromossomo Y, que está presente apenas em homens e revela informações exclusivamente sobre a linhagem paterna ininterrupta. Assim como no caso das mitocôndrias, correspondências próximas entre indivíduos indicam um ancestral comum recente. Contudo, como uma mutação SNP permanente ocorre com muito mais frequência no cromossomo Y do que no DNA mitocondrial, as linhagens masculinas apresentam uma resolução temporal muito maior, com uma linhagem média produzindo uma nova mutação permanente e única a cada 83 anos. Como os sobrenomes em muitas culturas são transmitidos pela linha paterna, esse teste é frequentemente utilizado por Projeto de DNA de sobrenome.
Embora estudos iniciais com STRs tenham afirmado ousadamente que um grande número de homens descende de indivíduos históricos proeminentes (por exemplo, Niall dos Nove Hospedeiros e Genghis Khan), estudos mais recentes com SNPs demonstraram que muitas dessas afirmações são inválidas. Em particular, as mutações de STR são agora consideradas pouco confiáveis para comprovar parentesco, já que podem surgir em várias linhagens não relacionadas por acaso. O teste de SNP é necessário para comprovar um relacionamento verdadeiro, pois essas mutações são tão raras que só poderiam ter surgido em um único indivíduo na história. Nos poucos casos em que a mesma mutação SNP ocorre em diferentes linhagens, os SNPs acompanhantes garantem seu reconhecimento como uma mutação de novo. Mesmo assim, estudos baseados ostensivamente em mutações SNP podem ser enganosos, como no caso de Fehér (2024), que apresentou poucos, se houver, resultados de indivíduos com linhagens paternas verificadas e associou grupos de parentes com várias mutações SNP que antecedem sua formação por centenas ou milhares de anos.
Para comprovar a descendência de um ancestral comum na linha masculina, um clado de Y-DNA geralmente requer triangulação até um ancestral comum mais recente (MRCA), que é geralmente designado pelo nome da mutação (por exemplo, L21, U106, etc.) como forma de abreviação. Uma mutação SNP exclusiva de uma família ou grupo de parentes é denominada "mutação definidora", cujo teste pode excluir homens não relacionados pela linha masculina dentro de um ou dois séculos, no máximo. Esse recurso tem sido explorado recentemente para identificar as mutações definidoras de linhagens nobres e reais, como os Stewarts da Escócia e a dinastia Uí Briúin da Irlanda.

### Árvores genealógicas de pedigree
As árvores genealógicas de pedigree têm sido tradicionalmente elaboradas a partir dos relatos de indivíduos sobre seus pais e avós. Tais árvores podem ser ampliadas se relatos de gerações anteriores forem preservados por meio da tradição oral ou de documentos escritos. Alguns genealogistas consideram a tradição oral como mitos a menos que seja confirmada por documentação escrita, como certidão de nascimento, certidão de casamento, registros de censo, lápides ou anotações em Bíblia de família. Poucos registros escritos são mantidos por populações analfabetas, e muitos documentos foram destruídos por guerras ou desastres naturais. A comparação de DNA pode oferecer um meio alternativo de confirmar as relações familiares dos pais biológicos, mas pode ser confundida por adoção ou quando uma mãe oculta a identidade do pai de seu filho.
Embora a correspondência de DNA mitocondrial e do cromossomo Y ofereça a confirmação mais definitiva de relações ancestrais, a informação obtida de um indivíduo testado é relevante para uma fração cada vez menor de seus ancestrais de gerações anteriores. A ambiguidade potencial deve ser considerada ao buscar confirmação por meio da comparação de DNA autossômico. A primeira fonte de ambiguidade surge da similaridade intrínseca da sequência de DNA de cada indivíduo. Muitos segmentos curtos de genes serão idênticos por recombinação coincidental (Identical by State: IBS) em vez de por herança de um único ancestral (Identical by Descent: IBD). Segmentos de maior comprimento oferecem maior confiança quanto à existência de um ancestral compartilhado. Uma segunda fonte de ambiguidade resulta da distribuição aleatória dos genes para cada filho. Apenas gêmeos idênticos herdam exatamente os mesmos segmentos genéticos. Embora uma criança herde exatamente metade de seu DNA de cada progenitor, a porcentagem herdada de qualquer ancestral de uma geração anterior (com exceção do DNA do cromossomo X) varia dentro de uma distribuição normal em torno de um valor mediano de 100% dividido pelo número de ancestrais nessa geração. Assim, um indivíduo que compara seu DNA autossômico com o de ancestrais de gerações cada vez mais antigas encontrará um número crescente de ancestrais de quem não herdou segmentos de DNA de comprimento significativo. Como os indivíduos herdam apenas uma pequena porção de seu DNA de cada um dos seus bisavós, primos descendentes do mesmo ancestral podem não herdar os mesmos segmentos desse ancestral. Todos os descendentes do mesmo pai ou avô – e quase todos os descendentes do mesmo bisavô – compartilharão segmentos genéticos de comprimento significativo; entretanto, aproximadamente 10% dos primos de terceiro grau, 55% dos de quarto grau, 85% dos de quinto grau e mais de 95% dos primos mais distantes não compartilharão nenhum segmento de comprimento significativo.
O melhor método de DNA autossômico para confirmar a ancestralidade é comparar o DNA com o de parentes conhecidos. Uma tarefa mais complexa consiste em utilizar uma base de dados de DNA para identificar indivíduos previamente desconhecidos que compartilham DNA com o indivíduo em questão e, em seguida, tentar encontrar ancestrais comuns entre esses indivíduos. O primeiro problema desse procedimento é o conhecimento relativamente limitado da história familiar na maioria das populações presentes nas bases de dados. Uma porcentagem significativa de indivíduos em muitas bases de dados de DNA realizou testes porque têm dúvidas sobre sua filiação, e muitos que identificam seus pais com convicção não estão aptos ou dispostos a compartilhar informações sobre gerações anteriores. Pode ser mais fácil identificar um ancestral comum na situação favorável de haver compartilhamento de DNA entre dois indivíduos com árvores genealógicas abrangentes, mas encontrar múltiplos ancestrais comuns levanta a questão de de qual deles o segmento compartilhado foi herdado. Resolver essa ambiguidade geralmente requer encontrar um terceiro indivíduo que compartilhe tanto o ancestral quanto o segmento genético de interesse.

### Origens ancestrais
Um componente comum em muitos testes autossômicos é a previsão da origem biogeográfica, frequentemente chamada de etnia. Uma empresa que oferece o teste utiliza algoritmos computacionais e cálculos para estimar qual porcentagem do DNA de um indivíduo provém de determinados grupos ancestrais. O número típico de populações avaliadas é de pelo menos 20. Apesar desse aspecto dos testes ser fortemente promovido e anunciado, muitos genealogistas genéticos alertaram os consumidores de que os resultados podem ser imprecisos e, na melhor das hipóteses, apenas aproximados.
O sequenciamento de DNA moderno identificou vários componentes ancestrais em populações contemporâneas. Vários desses elementos genéticos têm origens na Eurásia Ocidental. Eles incluem os seguintes componentes ancestrais, com seus centros geográficos e principais populações associadas:
| # | Componente da Eurásia Ocidental | Centro geográfico                     | População de pico | Notas |
| - | ------------------------------- | ------------------------------------- | --- | --- |
| 1 | Índio do Norte Ancestral        | Bangladesh, Índia do Norte, Paquistão | Bangladeshianos, índios do Norte, Paquistanes | Principal componente da Eurásia Ocidental no subcontinente indiano. Apresenta picos entre populações de castas de falantes de línguas indo-europeias no norte, mas também é encontrado em frequências significativas entre alguns grupos de castas de falantes de línguas dravidianas. Associado tanto à chegada de falantes indo-europeus vindos da Ásia Ocidental ou da Ásia Central entre 3.000 e 4.000 anos atrás, quanto à disseminação da agricultura e de culturas da Ásia Ocidental a partir de cerca de 8.000–9.000 anos atrás, ou a migrações da Ásia Ocidental no período pré-agricultural. Em contraste com o componente indígena Índio do Sul Ancestral, que atinge seu pico entre os Onge andamaneses que habitam as Ilhas Andaman. |
| 2 | Arábico                         | Península Arábica                     | Iemenitas, Sauditas, Cataris, Beduíns | Principal componente da Eurásia Ocidental na região do Golfo Pérsico. Mais intimamente associado aos falantes locais de línguas árabes e de línguas semíticas. Também encontrado em frequências significativas em partes do Levante, Egito e Líbia. |
| 3 | Cópteo                          | Vale do Nilo                          | Coptos, Beja, Ethiopians de línguas afro-asiáticas, árabes sudaneses, nubianos                                                                               | Principal componente da Eurásia Ocidental no Nordeste da África. Aproximadamente equivalente ao componente Etio-Somali. Atinge seu pico entre os Coptos egípcios no Sudão. Também encontrado em altas frequências entre outros falantes de línguas afro-asiáticas (hamito-semíticas) na Etiópia e no Sudão, bem como entre muitos nubianos. Associado à ancestralidade do Egito Antigo, sem a influência árabe posterior presente entre os egípcios modernos. Em contraste com o componente indígena nilo-saariano, que atinge seu pico entre populações que falam línguas nilo-saarianas e línguas cordofanianas na parte sul do Vale do Nilo.                                                                                                   |
| 4 | Etio-Somali                     | Chifre da África                      | Somalis, Afar, Amhara, Oromos, Tigrinyas | Principal componente da Eurásia Ocidental no Chifre da África. Aproximadamente equivalente ao componente Cópteo. Associado à chegada de falantes de línguas afro-asiáticas na região durante a antiguidade. Atinge seu pico entre populações que falam línguas cushíticas e línguas semíticas etíopes no norte. Divergiu do componente magrebino há cerca de 23.000 anos e do componente árabe há cerca de 25.000 anos. |
| 5 | Europeu                         | Europa                                | Europeus | Principal componente da Eurásia Ocidental na Europa. Também encontrado em frequências significativas em áreas adjacentes fora do continente, como em Anatólia, no Cáucaso, na planície iraniana e em partes do Levante. |
| 6 | Levantino                       | Oriente Próximo, Cáucaso              | Druzes, libaneses, cipriotas, Syrians, Jordanians, Palestinians, armênios, georgianos, Sephardic Jews, Ashkenazi Jews, iranianos, turcos, Sardinians, adigue | Principal componente da Eurásia Ocidental no Oriente Próximo e no Cáucaso. Atinge seu pico entre as populações druzes do Levante. Encontrado entre falantes locais de línguas afro-asiáticas, indo-europeias, línguas caucasianas e língua turca. Divergiu do componente europeu há cerca de 9.100–15.900 anos e do componente árabe há cerca de 15.500–23.700 anos. Também é encontrado em frequências significativas no Sul da Europa e em partes da Península Arábica. |
| 7 | Magrebino                       | África do Noroeste                    | berberes, magrebinos, sahrawis, tuareg | Principal componente da Eurásia Ocidental no Magreb. Atinge seu pico entre as populações berberes (não arabizadas) da região. Divergiu dos componentes Etio-Somali/Cópteo, árabe, levantino e europeu antes do Holoceno. |

### Migração humana
Métodos de teste genealógico de DNA têm sido utilizados em uma escala temporal mais ampla para rastrear os padrões migratórios humanos. Por exemplo, determinaram quando os primeiros humanos chegaram à América do Norte e qual trajeto seguiram.
Durante vários anos, pesquisadores e laboratórios de diversas partes do mundo coletaram amostras de populações indígenas com o intuito de mapear os padrões históricos de migração humana. O Projeto Genográfico da Sociedade Nacional Geográfica tem como objetivo mapear esses padrões históricos, coletando e analisando amostras de DNA de mais de 100.000 pessoas em cinco continentes. A Análise de Ancestralidade Genética dos Clãs de DNA mede as conexões genéticas precisas de uma pessoa com grupos étnicos indígenas de todo o mundo.

### Aplicação da lei
As autoridades podem utilizar a genealogia genética para localizar os responsáveis por crimes violentos, como assassinato ou agressão sexual, e também para identificar indivíduos falecidos. Inicialmente, sites de genealogia genética como o GEDmatch e a Family Tree DNA permitiram que suas base de dados de DNA fossem acessadas por forças de segurança e por empresas de tecnologia de DNA para a realização de testes em casos criminais violentos e para pesquisas genealógicas a pedido das autoridades. Essa técnica investigativa – ou forense – de genealogia genética tornou-se popular após a prisão do suposto Golden State Killer em 2018, embora tenha recebido críticas significativas de especialistas em privacidade. Contudo, em maio de 2019 o GEDmatch tornou suas regras de privacidade mais restritivas, reduzindo assim o incentivo para que as agências de segurança utilizem seu site. Outros sites, como Ancestry.com, 23andMe e MyHeritage, possuem políticas que afirmam que não permitirão o uso dos dados de seus clientes para resolver crimes sem um mandado das autoridades, por entenderem que isso viola a privacidade dos usuários.

### Livros
- Carmichael, Terrence; Alexander Ivanof Kuklin; Ed Grotjan (2000). How to DNA Test Our Family Relationships. Mountain View, CA: AceN Press. ISBN 978-0-9664027-1-1

Primeiro livro sobre adoções, testes de paternidade e outros testes de relacionamento. Carmichael é um dos fundadores da GeneTree.
- Cavalli-Sforza, Luigi Luca; Paolo Menozzi; Alberto Piazza (1994). The History and Geography of Human Genes. Princeton, N.J.: Princeton University Press. ISBN 978-0-691-08750-4
- Cavalli-Sforza, Luigi L.; Cavalli-Sforza, Francesco; Mimnaugh, Heather; Parker, Lynn (1996). The Great Human Diasporas : The History of Diversity and Evolution. Reading, MA: Addison-Wesley. ISBN 978-0-201-44231-1
- Fitzpatrick, Colleen; Andrew Yeiser (2005). DNA and Genealogy. Fountain Valley, CA: Rice Book Press. ISBN 978-0-9767160-1-3
- Gamble, Clive (1996). Timewalkers : The Prehistory of Global Colonization. Cambridge, MA: Harvard University Press. ISBN 978-0-674-89203-3
- Jobling, Mark; Hurles, Matthew; Tyler-Smith, Chris (2003). Human Evolutionary Genetics : Origins, Peoples and Disease. New York, NY: Garland Science. ISBN 978-0-8153-4185-7
- Olson, Steve (2003). Mapping Human History : Genes, Race, and Our Common Origins. Boston, MA: Houghton Mifflin. ISBN 978-0-618-35210-4

Estudo abrangente das principais populações.
- Oppenheimer, Stephen (2003). The Real Eve : Modern Man's Journey Out of Africa. New York, NY: Carroll & Graf. ISBN 978-0-7867-1192-5
- Smolenyak, Megan; Ann Turner (2004). Trace Your Roots with DNA : Using Genetic Tests to Explore Your Family Tree. Emmaus, PA; Rodale, NY: Distributed to the trade by Holtzbrinck Publishers. ISBN 978-1-59486-006-5

Embora desatualizado, ainda vale a pena a leitura.
- Pomery, Chris; Steve Jones (2004). DNA and Family History : How Genetic Testing Can Advance Your Genealogical Research. Toronto, Ontario, Canada: Dundurn Group. ISBN 978-1-5500-2536-1

Guia inicial para genealogistas que fazem o teste por conta própria.
- Pomery, Chris (2007). Family History in the Genes : Trace Your DNA and Grow Your Family Tree. Kew, UK: National Archives. ISBN 978-1-905615-12-4
- Shawker, Thomas H. (2004). Unlocking Your Genetic History : A Step-by-Step Guide to Discovering Your Family's Medical and Genetic Heritage. Nashville, TN: Rutledge Hill Press. ISBN 978-1-4016-0144-7

Guia sobre histórico médico familiar e doenças genéticas.
- Sykes, Bryan (2002). The Seven Daughters of Eve : The Science That Reveals Our Genetic Ancestry. New York, NY: Norton. ISBN 978-0-393-32314-6

Nomeia as fundadoras dos principais haplogrupos femininos da Europa – Helena, Jasmine, Katrine, Tara, Velda, Xenia e Ursula.
- Sykes, Bryan (2004). Adam's Curse : A Future Without Men. New York, NY: W.W. Norton. ISBN 978-0-393-05896-3
- Tagliaferro, Linda; Mark Vincent Bloom (1999). Complete Idiot's Guide to Decoding Your Genes. New York, NY: Alpha Books. ISBN 978-0-02-863586-6
- Wells, Spencer (2004). The Journey of Man : A Genetic Odyssey. New York, NY: Random House Trade Paperbacks. ISBN 978-0-8129-7146-0
- Bettinger, Blaine (2019). The Family Tree Guide to DNA Testing and Genetic Genealogy (2nd edition 31 Aug. 2019). Cincinnati, Ohio, USA: Family Tree Books. ISBN 978-1-4403-0057-8

"Altamente recomendado para iniciantes por diversos genealogistas genéticos profissionais e amadores avançados, e por grupos de Facebook sobre genealogia genética."

### Documentários
Jennifer Beamish (produtora); Clive Maltby (diretor); Spencer Wells (apresentador) (2003). The Journey of Man (DVD). Alexandria, VA: PBS Home Video. ASIN B0000AYL48. ISBN 978-0-7936-9625-3. OCLC 924430061

### Periódicos
- Decker, A.E.; Kline, M.C.; Vallone, P.M.; Butler, J.M. (2007). «The impact of additional Y-STR loci on resolving common haplotypes and closely related individuals». Forensic Science International: Genetics. 1 (2): 215–217. PMID 19083761. doi:10.1016/j.fsigen.2007.01.012
- Dula, Annette; Royal, Charmaine; Secundy, Marian Gray; Miles, Steven (2003). «The Ethical and Social Implications of Exploring African American Genealogies». Developing World Bioethics. 3 (2): 133–41. PMID 14768645. doi:10.1046/j.1471-8731.2003.00069.x
- Elhaik, E.; Greenspan, E.; Staats, S.; Krahn, T.; Tyler-Smith, C.; Xue, Y.; Tofanelli, S.; Francalacci, P.; Cucca, F. (2013). «The GenoChip: A New Tool for Genetic Anthropology». Genome Biology and Evolution. 5 (5): 1021–31. PMC 3673633. PMID 23666864. doi:10.1093/gbe/evt066
- El-Haj, Nadia ABU (2007). «Rethinking genetic genealogy: A response to Stephan Palmi». American Ethnologist. 34 (2): 223–226. doi:10.1525/ae.2007.34.2.223
- Fujimura, J. H.; Rajagopalan, R. (2010). «Different differences: The use of 'genetic ancestry' versus race in biomedical human genetic research». Social Studies of Science. 41 (1): 5–30. PMC 3124377. PMID 21553638. doi:10.1177/0306312710379170
- Golubovsky, M. (2008). «Unexplained infertility in Charles Darwin's family: Genetic aspect». Human Reproduction. 23 (5): 1237–8. PMID 18353904. doi:10.1093/humrep/den052
- Gymrek, M.; McGuire, A. L.; Golan, D.; Halperin, E.; Erlich, Y. (2013). «Identifying Personal Genomes by Surname Inference». Science. 339 (6117): 321–4. Bibcode:2013Sci...339..321G. PMID 23329047. doi:10.1126/science.1229566
- Larmuseau, M.H.D.; Van Geystelen, A.; Van Oven, M.; Decorte, R. (2013). «Genetic genealogy comes of age: Perspectives on the use of deep-rooted pedigrees in human population genetics». American Journal of Physical Anthropology. 150 (4): 505–11. PMID 23440589. doi:10.1002/ajpa.22233
- Larmuseau, M H D; Vanoverbeke, J; Gielis, G; Vanderheyden, N; Larmuseau, H F M; Decorte, R (2012). «In the name of the migrant father—Analysis of surname origins identifies genetic admixture events undetectable from genealogical records». Heredity. 109 (2): 90–5. PMC 3400745. PMID 22511074. doi:10.1038/hdy.2012.17
- McEwen, Jean E.; Boyer, Joy T.; Sun, Kathie Y. (2013). «Evolving approaches to the ethical management of genomic data». Trends in Genetics. 29 (6): 375–82. PMC 3665610. PMID 23453621. doi:10.1016/j.tig.2013.02.001
- Moore, CeCe (2016). «The History of Genetic Genealogy and Unknown Parentage Research: An Insider's View». Journal of Genetic Genealogy. 8 (1): 35–37
- Nash, Catherine (2004). «Genetic kinship». Cultural Studies. 18: 1–33. doi:10.1080/0950238042000181593
- Nelson, A. (2008). «Bio Science: Genetic Genealogy Testing and the Pursuit of African Ancestry». Social Studies of Science. 38 (5): 759–83. PMID 19227820. doi:10.1177/0306312708091929
- Royal, Charmaine D.; Novembre, John; Fullerton, Stephanie M.; Goldstein, David B.; Long, Jeffrey C.; Bamshad, Michael J.; Clark, Andrew G. (2010). «Inferring Genetic Ancestry: Opportunities, Challenges, and Implications». The American Journal of Human Genetics. 86 (5): 661–673. PMC 2869013. PMID 20466090. doi:10.1016/j.ajhg.2010.03.011
- Sims, Lynn M.; Garvey, Dennis; Ballantyne, Jack (2009).  Batzer, Mark A, ed. «Improved Resolution Haplogroup G Phylogeny in the Y Chromosome, Revealed by a Set of Newly Characterized SNPs». PLOS ONE. 4 (6): e5792. Bibcode:2009PLoSO...4.5792S. PMC 2686153. PMID 19495413. doi:10.1371/journal.pone.0005792
- Su, Yeyang; Howard, Heidi C.; Borry, Pascal (2011). «Users' motivations to purchase direct-to-consumer genome-wide testing: An exploratory study of personal stories». Journal of Community Genetics. 2 (3): 135–46. PMC 3186033. PMID 22109820. doi:10.1007/s12687-011-0048-y
- Tutton, Richard (2004). «"They want to know where they came from": Population genetics, identity, and family genealogy». New Genetics and Society. 23 (1): 105–20. PMID 15470787. doi:10.1080/1463677042000189606
- Van Oven, Mannis; Kayser, Manfred (2009). «Updated comprehensive phylogenetic tree of global human mitochondrial DNA variation». Human Mutation. 30 (2): E386–94. PMID 18853457. doi:10.1002/humu.20921
- Williams, Sloan R. (2005). «Genetic Genealogy: The Woodson Family's Experience». Culture, Medicine and Psychiatry. 29 (2): 225–252. PMID 16249951. doi:10.1007/s11013-005-7426-3
- Wolinsky, Howard (2006). «Genetic genealogy goes global. Although useful in investigating ancestry, the application of genetics to traditional genealogy could be abused». EMBO Reports. 7 (11): 1072–4. PMC 1679782. PMID 17077861. doi:10.1038/sj.embor.7400843
- Zabel, Joseph (2019). «The Killer Inside Us: Law, Ethics, and the Forensic Use of Family Genetics». Berkeley Journal of Criminal Law. 24 (2). doi:10.15779/Z385D8NF71 (inativo 1 November 2024) Verifique data em: |doi-incorrecto= (ajuda)
- Greytak, Ellen M.; Moore, CeCe; Armentrout, Steven L. (2019). «Genetic genealogy for cold case and active investigations». Forensic Science International. 299: 103–113. PMID 30991209. doi:10.1016/j.forsciint.2019.03.039